# Меган Вейлен Тернер
Меган Уелен Тернер (англ. Megan Whalen Turner, нар. 21 листопада 1965) — американська письменниця фентезі для молоді. Вона найбільш відома своїм романом «Злодій» та п'ятьма його продовженнями. У 1997 році «Злодій» був названий книгою честі Ньюбері.

## Раннє життя
Тернер отримала ступінь бакалавра з відзнакою з англійської мови та літератури в Чиказькому університеті в 1987 році. До того, як стати письменницею, вона працювала закупником дитячих книжок у книгарнях Чикаго та Вашингтона, округ Колумбія.

## Кар'єра
Тернер почала писати збірку коротких фантастичних оповідань після переїзду до Каліфорнії в 1989 році. У 1995 році вона опублікувала оповідання під назвою «Замість трьох бажань: чарівні оповідання».
Тернер найбільш відома своєю серією романів для молоді, які в основному обертаються навколо персонажу, на ім'я Євгенід. Сама Тернер не має офіційної назви для серіалу, іноді називаючи його «Геніадою», але фанати назвали його «Злодійка королеви». Перша книга серії, «Злодій», отримала нагороду Newbery Honor. Наступними книгами з серії є: Королева Аттолії, Король Аттолії, Змова королів, Товсті, як злодії і Повернення злодія.
У 2013 році Тернер була почесним літературним гостем і основним доповідачем на професійному симпозіумі з наукової фантастики та фентезі «Життя, Всесвіт і все».
У липні 2018 року Тернер оголосила дату публікації «Повернення злодія» у березні 2019 року. Спочатку це було перенесено на весну 2020 року, перш ніж книга була опублікована 6 жовтня 2020 року, завершуючи серію.
Її додаткова робота включає збірку оповідань під назвою «Замість трьох бажань» і оповідання «Дитина в нічній скриньці», опубліковану в збірці під назвою «Жар-птиці» за редакцією Шарин Листопад. «Дитина в нічній скриньці» була обрана найкращим фентезі та жахами року. Вона також написала шість незібраних оповідань — «Злодій!», «Знищення», «Еддіс», «Танець з ножем», «Винний магазин» і «Пропала сережка Аліти» — дії яких відбуваються у світі злодія.

## Особисте життя
Її чоловік — вчений-когнітивіст Марк Тернер. У пари є троє синів.

### Злодій королеви
- 1996 Злодій
- 2000 Королева Аттолії
- 2006 Король Аттолії
- 2010 Змова королів
- 2017 Товсті, як злодії
- 2020 Повернення злодія
- 2022 Перо Мойри: Колекція злодійки королеви